# Pteroptrix albocincta
Pteroptrix albocincta is een vliesvleugelig insect uit de familie Aphelinidae. De wetenschappelijke naam is voor het eerst geldig gepubliceerd in 1966 door Flanders.